# Consejo Legislativo de Nueva Gales del Sur
El Consejo Legislativo de Nueva Gales del Sur, a menudo referido como la cámara alta, es una de las dos cámaras del parlamento del estado australiano de Nueva Gales del Sur. La otra es la Asamblea Legislativa. Ambos se sientan en la Casa del Parlamento en la capital del estado, Sídney. Es normal que la legislación sea deliberada y aprobada por primera vez por la Asamblea Legislativa antes de ser considerada por el Consejo Legislativo, que actúa principalmente como una casa de revisión. 
El Consejo Legislativo tiene 42 miembros, elegidos por representación proporcional en la cual todo el estado es un electorado único. Los miembros sirven mandatos de ocho años, que son escalonados, con la mitad del Consejo elegido cada cuatro años, aproximadamente coincidiendo con las elecciones a la Asamblea Legislativa. 

## Historia
El parlamento de Nueva Gales del Sur es la legislatura más antigua de Australia. Tuvo sus inicios cuando Nueva Gales del Sur era una colonia británica bajo el control del Gobernador y se estableció por primera vez en 1823 por la Ley de Nueva Gales del Sur. Un pequeño Consejo Legislativo designado por 5 miembros comenzó a reunirse el 24 de agosto de 1824 para asesorar al Gobernador en asuntos legislativos. Creció hasta siete miembros en 1825, y entre diez y quince en 1829. En virtud de la Ley de Constitución de 1843, el Consejo Legislativo se amplió a 36 miembros, de los cuales 12 fueron nombrados por el Gobernador en nombre de la Corona, y el resto fue elegido de entre los terratenientes elegibles. En 1851, el Consejo se amplió a 54 miembros con 36 de sus miembros elegidos por hombres adultos que cumplían ciertos requisitos de propiedad y 18 miembros designados. En 1856, en virtud de una nueva Constitución, el Parlamento se convirtió en bicameral con una Asamblea Legislativa totalmente elegida y un Consejo Legislativo totalmente designado con un Gobierno que asume la mayor parte de los poderes legislativos del Gobernador. El derecho al voto se extendió a todos los hombres adultos en 1858.

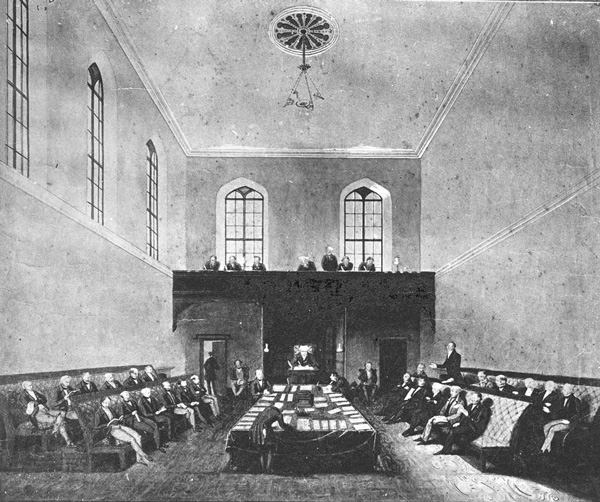
Primera reunión del Consejo Legislativo de NSW en la Casa del Parlamento, 1843 (cámara que ahora es la Asamblea Legislativa).

El 22 de mayo de 1856, el recién constituido Parlamento de Nueva Gales del Sur abrió y se reunió por primera vez. Con la nueva Asamblea Legislativa de 54 miembros tomando la cámara del consejo, se tuvo que agregar una segunda cámara de reuniones para la cámara alta de 21 miembros al edificio del Parlamento en la calle Macquarie. En 1901, Nueva Gales del Sur se convirtió en un estado soberano de la Commonwealth de Australia y muchas funciones del gobierno se transfirieron al nuevo gobierno de la Commonwealth. En 1902, las mujeres obtuvieron el derecho al voto y se aprobó la actual Constitución de Nueva Gales del Sur y en 1918, las reformas permitieron que las mujeres fueran parlamentarias.
En 1925, 1926 y 1929, el Primer Ministro Jack Lang intentó abolir el Consejo Legislativo, siguiendo el ejemplo del Consejo Legislativo de Queensland en 1922, pero todos fracasaron. Sin embargo, el debate dio lugar a otra ronda de reformas y, en 1933, se modificó la ley para que un cuarto del Consejo Legislativo fuera elegido cada tres años por miembros de la Asamblea Legislativa y el Consejo Legislativo, en lugar de ser nombrado por el gobernador. En 1962, los australianos indígenas obtuvieron el derecho de votar en todas las elecciones estatales. En 1978, el Consejo se convirtió en un órgano elegido directamente en un programa de reforma electoral introducido por el gobierno laborista de Wran. El número de miembros se redujo a 45, aunque los acuerdos de transición significaron que había 43 miembros desde 1978 hasta 1981, y 44 desde 1981 hasta 1984. El gobierno nacional vio el tamaño del Consejo Legislativo reducido a 42 miembros, con la mitad siendo elegida cada 4 años. En 1991, la Asamblea Legislativa redujo de 109 a 99 miembros y luego a 93 miembros en 1999.
Al igual que con el parlamento federal y otros estados y territorios australianos, el voto en la elección para seleccionar miembros para el Consejo es obligatorio para todos los ciudadanos de Nueva Gales del Sur mayores de 18 años. Como resultado de un referéndum de 1995, cada cuatro años, la mitad de los escaños del Consejo se presentan a elecciones el cuarto sábado de marzo, salvo en circunstancias excepcionales. 

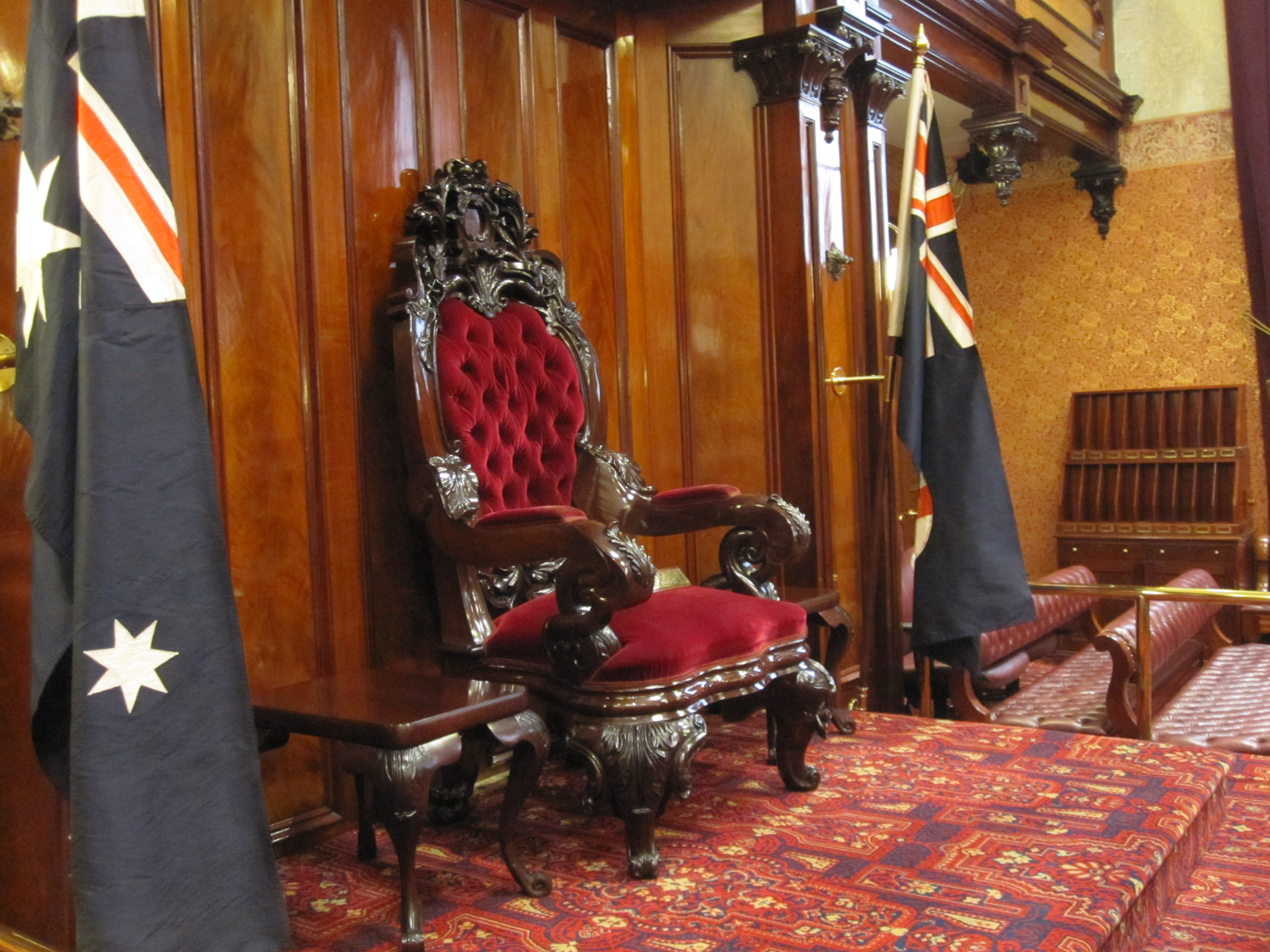
La cátedra del gobernador en la cámara del consejo legislativo.

La Reina de Australia tiene un trono en el Consejo Legislativo, y la Reina Isabel II abrió el Parlamento de Nueva Gales del Sur en dos ocasiones, el 4 de febrero de 1954, como parte de su primera visita a Australia, que también fue la primera ocasión en que monarca de Australia había abierto una sesión de cualquier parlamento australiano. La otra ocasión fue el 20 de febrero de 1992, durante su visita a Sídney para celebrar el sesquicentenario de la incorporación de la Ciudad de Sídney, en cuya ocasión declaró: 
| " | Esta es mi segunda oportunidad de dirigirme a este Parlamento, un Parlamento que describí en la ocasión anterior, en 1954, como el Parlamento de Australia. Es interesante reflexionar que esa fue la primera vez que el Soberano abrió una sesión en un Parlamento australiano. También estuve en mi primera visita a Australia como tu Reina. Desde entonces, he regresado a Nueva Gales del Sur ocho veces y siempre estoy encantado con la cálida y generosa hospitalidad que el pueblo de este estado nos ha otorgado a Prince Philip ya mí. En esta ocasión he venido a unirme para conmemorar los primeros ciento cincuenta años de Sídney como ciudad. | ” |

### Presidencia del Consejo Legislativo
De 1846 a 1856, el título del oficial que preside fue Presidente del Consejo Legislativo, y después de esa fecha fue Presidente del Consejo Legislativo. 

## Cámara
La cámara del Consejo Legislativo es un edificio prefabricado de hierro fundido, concebido como "almacén de hierro y vivienda con fachada ornamental", que se fabricó en Escocia y se envió a Victoria. En 1856, cuando los planes para una nueva cámara para el Consejo Legislativo no estaban listos a tiempo, este edificio fue comprado y enviado a Sídney, donde se erigió como una extensión a la Casa del Parlamento. La cámara del Consejo Legislativo está amueblada en rojo, que sigue la tradición británica de la cámara alta.

## Composición y poderes
La representación proporcional, con todo el estado como un electorado único, significa que la cuota para la elección es pequeña. Esto casi garantiza la representación de los partidos menores en el Consejo Legislativo, incluidos los micropartidos que podrían atraer menos del 2% del voto primario, pero son elegidos a través de preferencias. 
En las elecciones de 1999, un número récord de partidos disputó escaños en el Consejo, lo que resultó en una papeleta de voto difícil de manejar (denominada papeleta de "mantel"), y en un complejo intercambio de preferencias entre los numerosos partidos candidatos. Como resultado, los requisitos de registro del partido se han vuelto más restrictivos (por ejemplo, se requiere que haya más votantes como miembros y que un mayor número de candidatos sean elegibles para una simple casilla de votación "por encima de la línea"), y el reemplazo del partido Acuerdos preferenciales con voto preferencial opcional. Esto redujo el número de partidos que disputan las elecciones y aumentó la dificultad de los partidos pequeños e innovadores para ser elegidos, de modo que solo cuatro están ahora representados en el Consejo (Tiradores, Pescadores y Agricultores; Demócratas Cristianos; los Verdes y el Partido de Justicia Animal), junto con miembros del Partido Laborista, Liberal y Nacional. 

## Distribución actual de los escaños(2015-2019)
| Partido                           | Consejo actual | Consejo actual | Consejo actual | Consejo actual | Consejo actual | Consejo actual | Consejo actual | Consejo actual | Consejo actual | Consejo actual | Consejo actual | Consejo actual | Consejo actual | Consejo actual | Consejo actual | Consejo actual |
| --------------------------------- | -------------- | -------------- | -------------- | -------------- | -------------- | -------------- | -------------- | -------------- | -------------- | -------------- | -------------- | -------------- | -------------- | -------------- | -------------- | -------------- |
| Labor                             | 15             |                |                |                |                |                |                |                |                |                |                |                |                |                |                |                |
| Liberal                           | 10             |                |                |                |                |                |                |                |                |                |                |                |                |                |                |                |
| Nacional                          | 5              |                |                |                |                |                |                |                |                |                |                |                |                |                |                |                |
| Greens                            | 4              |                |                |                |                |                |                |                |                |                |                |                |                |                |                |                |
| Cazadores, pescadores y granjeros | 2              |                |                |                |                |                |                |                |                |                |                |                |                |                |                |                |
| Bienestar animal                  | 1              |                |                |                |                |                |                |                |                |                |                |                |                |                |                |                |
| Legalizar el Cannabis             | 1              |                |                |                |                |                |                |                |                |                |                |                |                |                |                |                |
| Liberal Demócratas                | 1              |                |                |                |                |                |                |                |                |                |                |                |                |                |                |                |

El Presidente del Consejo Legislativo tiene un voto de calidad en caso de que el resultado sea igual entre todos los presentes elegibles y que elijan votar.  Con 42 miembros, con uno removido como presidente, una mayoría es 21 de los 41 posibles del total 42. 
La Sección 22I de la Constitución de NSW establece que "Todas las preguntas que surjan en el Consejo Legislativo se decidirán por mayoría de los votos de los Miembros presentes que no sean el Presidente u otro Miembro que presida y cuando los votos sean iguales, el Presidente u otro Miembro que presida deberá tener un voto de calidad ".